# 1月8日
1月8日是公历（平年）一年中的第8天，离全年的结束还有357天（闰年则是358天）。

## 大事记

### 19世紀以前
- 1198年：天主教會樞機洛卡里諾·德孔蒂當選成為教宗依諾增爵三世，開始樹立教宗的權威。
- 1297年：弗朗索瓦·格里馬爾迪率領部下佔領熱內亞共和國的摩納哥岩，開始統治摩納哥地區。
- 1790年：美国总统乔治·华盛顿在临时首都纽约的国会联席会议上发表第一份国情咨文。

### 19世紀
- 1806年：英國與巴達維亞共和國爆發布勞烏堡戰役，最後確立英國對開普殖民地的統治地位。
- 1815年：在根特條約簽訂兩周後，安德魯·傑克遜率領美軍於紐奧良戰役擊敗英國陸軍。
- 1828年：隨著美國民主共和黨分裂，安德魯·傑克森和馬丁·范布倫在巴爾的摩成立民主黨。
- 1851年：法國物理學家萊昂·傅科成功觀察到繩擺逐漸以順時針方向改變擺盪方向，直接驗證了地球自轉。
- 1900年：首間華資百貨公司——先施百貨在香港開業。

### 20世紀
- 1902年：慈禧太后和光绪皇帝回到北京。
- 1912年：南非牧师约翰·杜贝等人在布隆泉成立南非原住民民族议会，此为非洲民族议会的前身。
- 1918年：美國總統伍德羅·威爾遜提出十四點和平原則，闡述第一次世界大戰後的世界秩序。
- 1932年：朝鮮獨立運動人士李奉昌於東京櫻田門暗殺昭和天皇未遂，後以大逆罪遭到處決。
- 1959年：戴高乐就任法兰西第五共和国首任总统。
- 1973年：谢赫·穆吉布·拉赫曼就任孟加拉国首任总统。
- 1976年：中国总理周恩来于北京逝世。
- 1978年：哈維·米爾克就任舊金山市監督委員會第五區的委員，成為美國歷史上第一個獲選公職的公開男同性戀者。
- 1989年：从伦敦飞往贝尔法斯特的英伦航空92号班机在莱斯特郡一个机场进行紧急着陆时坠毁，造成47人死亡。
- 1989年：日本纪年正式由昭和改元平成。
- 1993年：中国大陆第一个具有博彩性的有奖赛马场——广州赛马场正式开幕。
- 1996年：根據日本漫畫家青山剛昌的知名推理漫畫改編的電視動畫《名偵探柯南》於讀賣電視台首播。
- 1996年：非洲航空一架安托諾夫An-32客機因起飛失敗墜毀於剛果民主共和國首都金夏沙一處大型市集，造成地面上227人死亡。

### 21世紀
- 2004年：英国女王伊莉莎白二世以其祖母特克的玛丽的名字命名当时世界最大的邮轮玛丽皇后二号。
- 2011年：賈里德·李·勞納在亞利桑那州图森美國眾議員加布里埃尔·吉福兹舉行的公開會議上開火，造成6人死亡、12人受傷。
- 2020年：由德黑蘭飛往烏克蘭基輔的烏克蘭國際航空752號班機於起飛後不久遭伊朗革命衛隊擊落，機上176人全部罹難。
- 2023年：雅伊爾·博索納羅在2022年巴西大选中败给路易斯·伊纳西奥·卢拉·达席尔瓦后，其支持者冲击位于巴西利亚三权广场的最高法院、国会和普拉納托宮表达不满。

## 出生
- 1037年：苏轼，北宋文學家、政治家（1101年逝世）
- 1556年：上杉景勝，日本戰國時代、安土桃山時代和江戶時代的大名（1623年逝世）
- 1781年：关天培，中国清朝广东水师提督（1841年逝世）
- 1823年：阿爾弗雷德·華萊士，英國探險家、地理學家、生物學家（1913年逝世）
- 1830年：汉斯·冯·彪罗，德国指挥家、作曲家（1894年逝世）
- 1836年：勞倫斯·阿爾瑪-塔德瑪，英國畫家（1912年逝世）
- 1842年：弗朗索瓦·波倫，荷蘭博物學家、商人（1886年逝世）
- 1854年：严复，中國學者，《天演論》中文版翻译者（1921年逝世）
- 1860年：下瀨雅允，日本發明家、工程學博士、大日本帝國海軍之軍屬（1911年逝世）
- 1864年：阿尔伯特·维克托王子，克拉倫斯和阿文代爾公爵（1892年逝世）
- 1871年：埃萊娜，意大利王后和黑山王国公主（1952年逝世）
- 1883年：赫尔利，美國軍人、政治家、外交家（1963年逝世）
- 1885年：约翰·卡廷，澳大利亚政治人物，第14任澳大利亞總理（1945年逝世）
- 1888年：理查德·柯朗，德裔美國數學家（1972年逝世）
- 1891年：瓦尔特·博特，德国物理学家、数学家、化学家，1954年諾貝爾物理學獎得主（1957年逝世）
- 1902年：卡爾·羅哲斯，美國心理学家（1987年逝世）
- 1902年：格奥尔基·马林科夫，蘇聯總理（1988年逝世）
- 1904年：卡爾·勃蘭特，德國醫生，阿道夫·希特勒私人醫生，親衛隊集團領袖與武裝親衛隊中將（1948年逝世）
- 1907年：林敬三，日本政府官僚、陸上自衛隊將領（1991年逝世）
- 1908年：潘德明，中國旅行家（1976年逝世）
- 1910年：加林娜·乌兰诺娃，苏联芭蕾舞演员（1998年逝世）
- 1922年：格奧爾吉·阿傑爾松-韋利斯基，蘇聯數學家、計算機科學家（2014年逝世）
- 1923年：約瑟夫·維森鮑姆，德裔美國計算機科學家（2008年逝世）
- 1926年：森英惠，日本時尚設計師（2022年逝世）
- 1931年：黄继光，中国人民志愿军战士（1952年逝世）
- 1933年：讓·馬里·斯特勞布，法國電影導演（2022年逝世）
- 1935年：埃爾維斯·皮禮士利，昵称“猫王”，美国摇滚乐歌手（1977年逝世）
- 1941年：渡邊芳則，日本黑道，五代目山口組組長（2012年逝世）
- 1942年：史蒂芬·霍金，英國物理学家（2018年逝世）
- 1942年：小泉纯一郎，日本政治人物，第87－89任日本首相
- 1943年：諾羅敦·帕花黛維，柬埔寨政治人物、舞蹈家（2019年逝世）
- 1947年：大卫·鲍伊，英国摇滚乐歌手（2016年逝世）
- 1947年：田北俊，香港自由黨主席，現任香港旅遊發展局主席
- 1951年：肯尼·安东尼，圣卢西亚总理
- 1952年：埃德溫·多納伊雷，祕魯政治人物，前國會議員與退休軍官
- 1953年：布魯斯·蘇特，美國職業棒球運動員（2022年逝世）
- 1955年：古沛勤，英國外交官
- 1960年：穆罕默德·賈瓦德·扎里夫，伊朗政治人物、外交官，前任伊朗外交部長
- 1963年：許常德，台灣製作人、作詞家
- 1966年：李麗珍，香港著名影視演員
- 1966年：彭耀順，新加坡演員
- 1967年：勞·凱利，美國節奏藍調男歌手、作曲人、唱片製作人
- 1968年：詹姆斯·布魯克肖爾，英國政治人物（2021年逝世）
- 1970年：瞿友寧，台灣知名導演、編劇
- 1972年：田村亮，日本搞笑藝人，倫敦靴子一號二號成員
- 1973年：市川染五郎，歌舞伎演員、演員、舞踴家
- 1974年：伍文生，香港演員
- 1978年：傅家俊，香港撞球运动員
- 1978年：林埈永，台灣歌手、藝人
- 1979年：阿德里安·穆图，羅馬尼亞足球運動員
- 1982年：郭珍霓，中國女演員
- 1982年：黄穗，中国女子羽毛球運動員
- 1983年：李思欣，香港女演員
- 1983年：陳燮霞，中國女子舉重運動員
- 1983年：紀家盈，台灣女歌手
- 1984年：金正恩，北韓政治人物，現任朝鮮民主主義人民共和國最高領導人
- 1984年：呂一，中國女演員
- 1986年：小澤瑪麗亞，日本AV女优
- 1986年：大衛·席爾瓦，西班牙足球運動員
- 1987年：後藤沙緒里，日本女性聲優
- 1987年：辛西婭·艾利沃，奈及利亞裔英國女演員、歌手、詞曲作者
- 1989年：佐山愛，日本AV女優
- 1989年：李伊庚，韓國男演員
- 1989年：卡蘭·索尼，印度裔美國男演員
- 1990年：许昕，中国乒乓球运动員
- 1990年：陳嘉寶，香港模特兒
- 1990年：周天成，臺灣男子羽球运动員
- 1990年：末柄里惠，日本女性聲優
- 1991年：申智珉，韓國女子偶像團體AOA隊長
- 1999年：朱駿嵐，臺灣職業電競選手
- 1999年：青空光，日本AV女優
- 2000年：曾頌恩，臺灣職業棒球運動員
- 2000年：諾亞·希拉，美國女歌手、演員
- 2003年：張嘉元，中國男子偶像團體INTO1成員
- 2009年：赤間凜音，日本女子滑板運動員
- 2011年：文森王子，丹麦王子
- 2011年：約瑟芬公主，丹麦公主
- 生年不詳：佐藤梓，日本女性聲優
- 生年不詳：森永千才，日本女性聲優

## 逝世
- 307年：晋惠帝司馬衷，西晋皇帝（259年出生）
- 1107年：埃德加，苏格兰国王（约1074年出生）
- 1198年：雷定三世，教宗（约1106年出生）
- 1324年：马可·波罗，意大利威尼斯商人、旅行家、探險家（1254年出生）
- 1337年：喬托·迪·邦多納，意大利画家，建筑师（约1267年出生）
- 1642年：伽利略·伽利莱，意大利数学家、天文学家、物理学家（1564年出生）
- 1825年：伊萊·惠特尼，美國發明家、機械工程師、機械製造商（1765年出生）
- 1830年：夏爾·迪蒙·德聖克魯瓦，法國動物學家（1758年出生）
- 1866年：塞缪尔·穆勒迪，美國天主教牧師兼耶穌會士（1811年出生）
- 1880年：諾頓一世，美國旧金山市民，自封「美利坚合众国皇帝」和「墨西哥攝政王」（1818年出生）
- 1896年：保尔·魏尔伦，法国象征派诗人（1844年出生）
- 1914年：西蒙·玻利瓦爾·巴克納，美國軍人、政治家，第30任肯塔基州州長（1823年出生）
- 1941年：羅伯特·貝登堡，英國陸軍中將，童軍運動創始者（1857年出生）
- 1942年：约瑟夫·卢瑟福，美国守望台圣经书社社长（1869年出生）
- 1949年：梅津美治郎，日本陸軍參謀總長，第二次世界大戰甲級戰犯（1882年出生）
- 1950年：約瑟夫·熊彼得，奧地利政治經濟學家（1883年出生）
- 1976年：周恩来，中华人民共和国、中国人民解放军和中国共产党创始人之一，第一任國務院總理（1898年出生）
- 1980年：約翰·莫奇利，美國物理學家（1907年出生）
- 1996年：弗朗索瓦·密特朗，法國政治家，第21任法國總統（1916年出生）
- 1997年：梅尔文·卡尔文，美国化学家，1961年诺贝尔化学奖得主（1911年出生）
- 1998年：迈克尔·蒂皮特，英国作曲家（1905年出生）
- 2002年：亚历山大·普罗霍罗夫，苏联物理学家，1964年诺贝尔物理学奖得主（1916年出生）
- 2005年：宋任窮，中国政治家，中国人民解放军上将，前中共中央顧問委員會副主任（1909年出生）
- 2006年：石田浩，日本經濟學家（1946年出生）
- 2011年：約翰·羅爾，美國聯邦地區法官（1947年出生）
- 2012年：T·J·漢布林，英國血液學家、免疫學家（1943年出生）
- 2015年：胡立成，臺灣男性配音員（1939年出生）
- 2016年：瑪麗亞·特里薩·德·菲利皮斯，義大利賽車手（1926年出生）
- 2017年：尼古拉·蓋達，瑞典男高音歌唱家（1925年出生）
- 2017年：秦金生，台灣政治人物（1947年出生）
- 2017年：吳阿明，《自由時報》董事長，前台北縣議員[1]
- 2017年：阿克巴爾·拉夫桑賈尼，伊朗前總統、伊朗國家利益委員會主席[2]（1934年出生）
- 2025年：林正峰，臺灣政治人物（1949年出生）

## 节假日和习俗
- 地球自转日
- 国际打字节（英语：Typing Day）
- 俄羅斯、 白俄羅斯：巴宾登（英语：Babinden）
- ：金正恩誕辰
- ：联邦日